# Semir Zeki

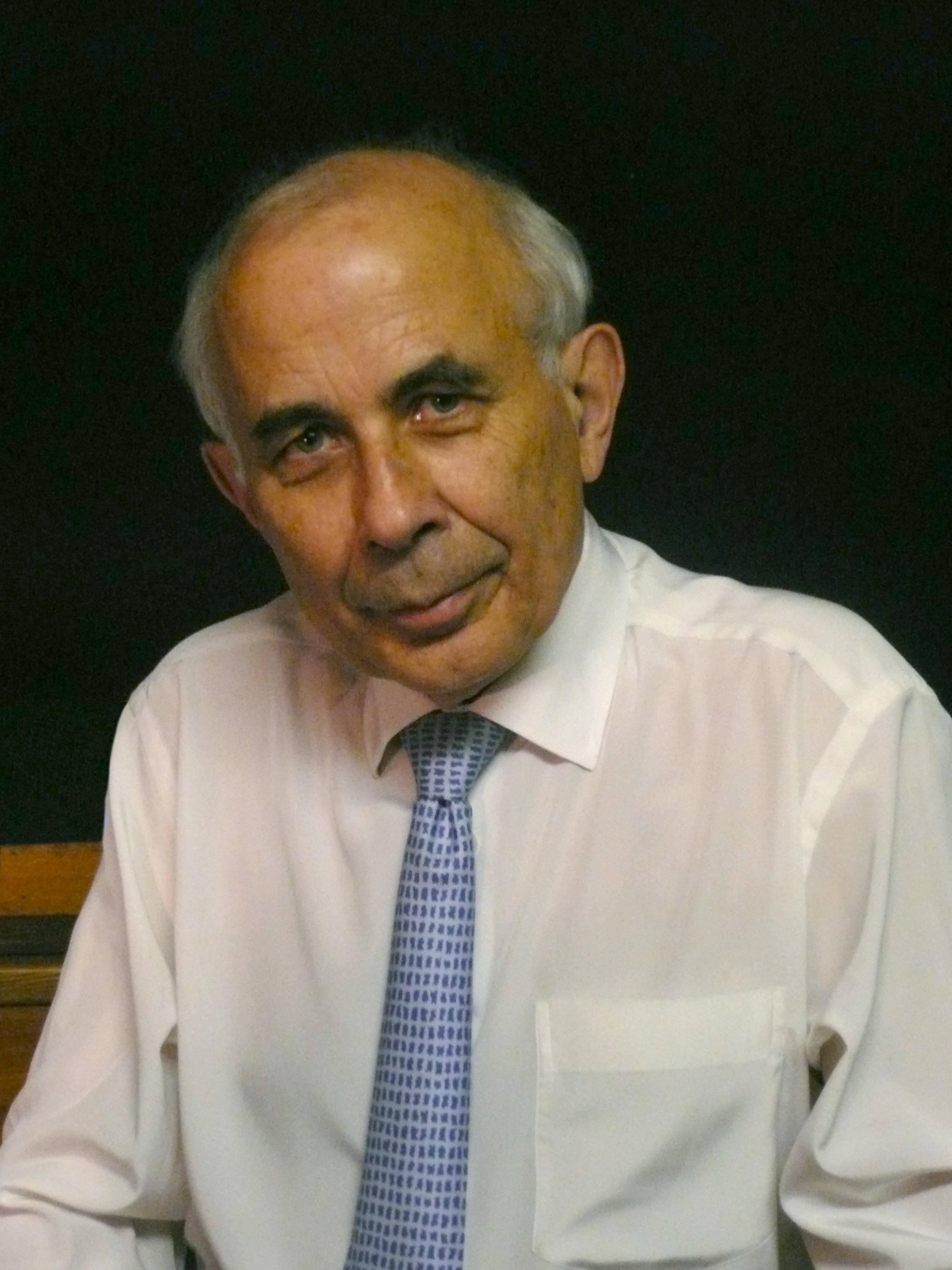
Semir Zeki

Semir Zeki (* 8. November 1940) ist ein britisch-libanesischer Neurobiologe mit Forschungsschwerpunkten im Bereich Visuelles System, der visuellen Wahrnehmung durch das Gehirn, sowie den neurobiologischen Grundlagen für Kunst und Ästhetik.
Zeki studierte zunächst Medizin am University College London und promovierte in Anatomie. Als Post-Doktorand war er in Washington, D.C. und Wisconsin, wo er sich mit der funktionalen Organisation visueller Wahrnehmung im Gehirn von Primaten beschäftigte. 1975 bis 1980 war er Henry Head Research Fellow der Royal Society. Seit 1981 ist er Professor für Hirnforschung (Neurobiologie) am University College London. Seit 2008 ist er Professor für Neuroästhetik.
Neben der Neurobiologie visueller Wahrnehmung interessiert er sich auch für Wechselbeziehungen zu den bildenden Künsten.
Zeki gehört der Royal Society an und ist korrespondierendes Mitglied der American Philosophical Society, Mitglied der Academia Europaea (1990) und der European Academy of Sciences and Arts. Er gibt außerdem The Philosophical Transactions der Royal Society heraus. 1985 war Zeki der erste Träger des Golden Brain Award, 2004 erhielt er den König-Faisal-Preis, 2008 die Erasmus Medal der Academia Europaea. 2024 wurde Zeki zum Mitglied der American Academy of Arts and Sciences gewählt.

## Schriften
- 1995: La Quête de l'Essentiel. Archimbaud, Paris (als Co-Autor, Unterhaltungen mit dem Maler Balthus)
- 1993: A Vision of the Brain. Blackwell Scientific Publications, Oxford
- 1999: Inner Vision: an exploration of art and the brain. Oxford University Press
- 2010: Glanz und Elend des Gehirns. Neurobiologie im Spiegel von Kunst, Musik und Literatur. Reinhardt, München
- Yang, T., Formuli, A., Paolini, M., & Zeki, S. (2022): The neural determinants of beauty. European Journal of Neuroscience, 55( 1), 91– 106. https://doi.org/10.1111/ejn.15543.